# Lanxi (köpinghuvudort i Kina, Hubei Sheng, lat 30,35, long 115,14)
Lanxi är en köpinghuvudort i Kina. Den ligger i provinsen Hubei, i den centrala delen av landet, omkring 86 kilometer öster om provinshuvudstaden Wuhan. Antalet invånare är 48 792. Befolkningen består av 23 072 kvinnor och 25 720 män. Barn under 15 år utgör 14,0 %, vuxna 15-64 år 77 %, och äldre över 65 år 8,0 %.
Runt Lanxi är det tätbefolkat, med 636 invånare per kvadratkilometer. Närmaste större samhälle är Huangshi, 14,3 km sydväst om Lanxi. Trakten runt Lanxi består till största delen av jordbruksmark.
Genomsnittlig årsnederbörd är 1 963 millimeter. Den regnigaste månaden är maj, med i genomsnitt 276 mm nederbörd, och den torraste är januari, med 55 mm nederbörd.